# موناكا
موناكا (最 中) هي حلوى يابانية مصنوعة من معجون فول أزوكي محشوة بين اثنين من رقائق الويفر الهش الرقيقة المصنوعة من الموتشي. يمكن أن تكون على شكل مربع أو مثلث أو قد تكون على شكل أزهار الكرز والأقحوان وما إلى ذلك. يمكن أن تحتوي حشوة معجون فول أزوكي على بذور السمسم، أو الكستناء.